# سلامون بحري
سلامون بحري إحدى قرى مركز الشهداء التابع لمحافظة المنوفية في جمهورية مصر العربية.

## التاريخ
ذكرها علي مبارك في كتابه الخطط التوفيقية باسم "سلمون عشما"، حيث ذكر أنها قرية في مديرية المنوفية بقسم منوف، وأن بها مسجد ومهنة أهلها الزراعة.

## السكان
بلغ عدد سكان سلامون بحري 4,304 نسمة، حسب الإحصاء الرسمي لعام 2006.